# 交響曲第3番 (ルトスワフスキ)
交響曲第3番は、ヴィトルト・ルトスワフスキが1973年から1983年にかけて作曲した交響曲。ゲオルク・ショルティとシカゴ交響楽団に献呈された。 1984年に連帯賞を受賞、1985年にグロマイヤー賞を世界で初めて作曲部門で受賞した。

## 概要

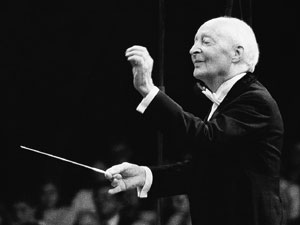
ヴィトルト・ルトスワフスキ（1991年）

交響曲第3番の多くの楽節では「アド・リビトゥム手法」が用いられている。これは、ルトスワフスキがジョン・ケージの「偶然性の音楽」に触発され終生用いた手法である。これらの楽節では、同期的な場面がほとんどなく、旋律の始まりや、楽器群の入りが奏者ごとに異なって設定されている。この方法により、作曲家は交響曲の構成と意図の実現を制御しながら、同時に複雑で予測不可能な混沌とした効果が得られている。この場合、作曲者の意図により曲が構成されているので「管理された偶然性」と呼ぶ。

## 編成
大規模な編成を必要とする。 
- 木管楽器
  - フルート: 3
    - ピッコロ: 2（奏者2人が持ち替え）

  - オーボエ: 3
    - コーラングレ: 1（3rdが持ち替え）

  - クラリネット: 3
    - Es管クラリネット: 1（奏者1人が持ち替え）
    - バスクラリネット: 1（別の奏者1人が持ち替え）

  - ファゴット: 3
    - コントラファゴット: 1（3rdが持ち替え）
- 金管楽器
  - ホルン: 4
  - トランペット: 4
  - トロンボーン: 4
  - チューバ: 1
- 打楽器
  - ティンパニ
  - 打楽器（奏者4人）
    - シロフォン
    - グロッケンシュピール
    - マリンバ
    - ビブラフォン（モーターなし）
    - チャイム
    - タム: 5
    - ボンゴ: 2
    - バスドラム
    - スネアドラム
    - テナードラム
    - シンバル: 3（小、中、大）
    - タムタム （高音と低音）
    - タンバリン
- 鍵盤楽器
  - チェレスタ
  - ピアノ（4手連弾）
- 弦楽器
  - ハープ: 2
  - 第1ヴァイオリン
  - 第2ヴァイオリン
  - ヴィオラ
  - チェロ
  - コントラバス

## 録音
| オーケストラ                           | 指揮者                     | レコード会社         | 録音年 | カタログ番号 |
| -------------------------------------- | -------------------------- | -------------------- | ------ | ------------ |
| ベルリン・フィルハーモニー管弦楽団     | ヴィトルト・ルトスワフスキ | フィリップスレコード | 1985   | 464 043-2    |
| ロサンゼルス・フィルハーモニー管弦楽団 | エサ・ペッカ・サロネン     | ソニークラシカル     | 1985   | SK66280      |
| ポーランド国立放送交響楽団             | ヴィトルト・ルトスワフスキ | CDアコード           | 1992   | ACD 015      |
| シカゴ交響楽団                         | ダニエル・バレンボイム     | エラート             | 1992   | 91711-2      |
| ポーランド国立放送交響楽団             | アントニ・ヴィト           | ナクソス             | 1995   | 8.553423     |
| BBCウェールズ交響楽団                  | 尾高忠明                   | BISレコード          | 1995   | CD743        |
| シレジア・フィルハーモニー管弦楽団     | ミロスワフ・ブワシュチク   | ダックス             | 2005   | 0506         |
| BBC交響楽団                            | エドワード・ガードナー     | チャンドス           | 2010   | CHSA 5082    |
| ヴロツワフ・フィルハーモニー管弦楽団   | ヤチェク・カスプシク       | CDアコード           | 2013   | ACD 197      |

サロネン指揮、ロサンゼルス・フィルの録音は、1986年にグラモフォン賞を受賞した。

## 初演
1983年、ゲオルク・ショルティ指揮のシカゴ交響楽団により世界初演。

## 参考資料
- Witold Lutosławski: Symphony No. 3 (3.Symfonia) – information page for the work from the publisher, Chester Novello (accessed 2007-03-31)
- Lutosławski, Witold.  Symphony no. 3 (score).  London:  Chester Music, 1990.  ISBN 978-0-7119-2368-3